# Anisota virginiensis
Espèce
Anisota virginiensis, ou Anisote rose du chêne, est une espèce de lépidoptères (papillons) appartenant à la famille des Saturniidae, à la sous-famille des Ceratocampinae.

## Description

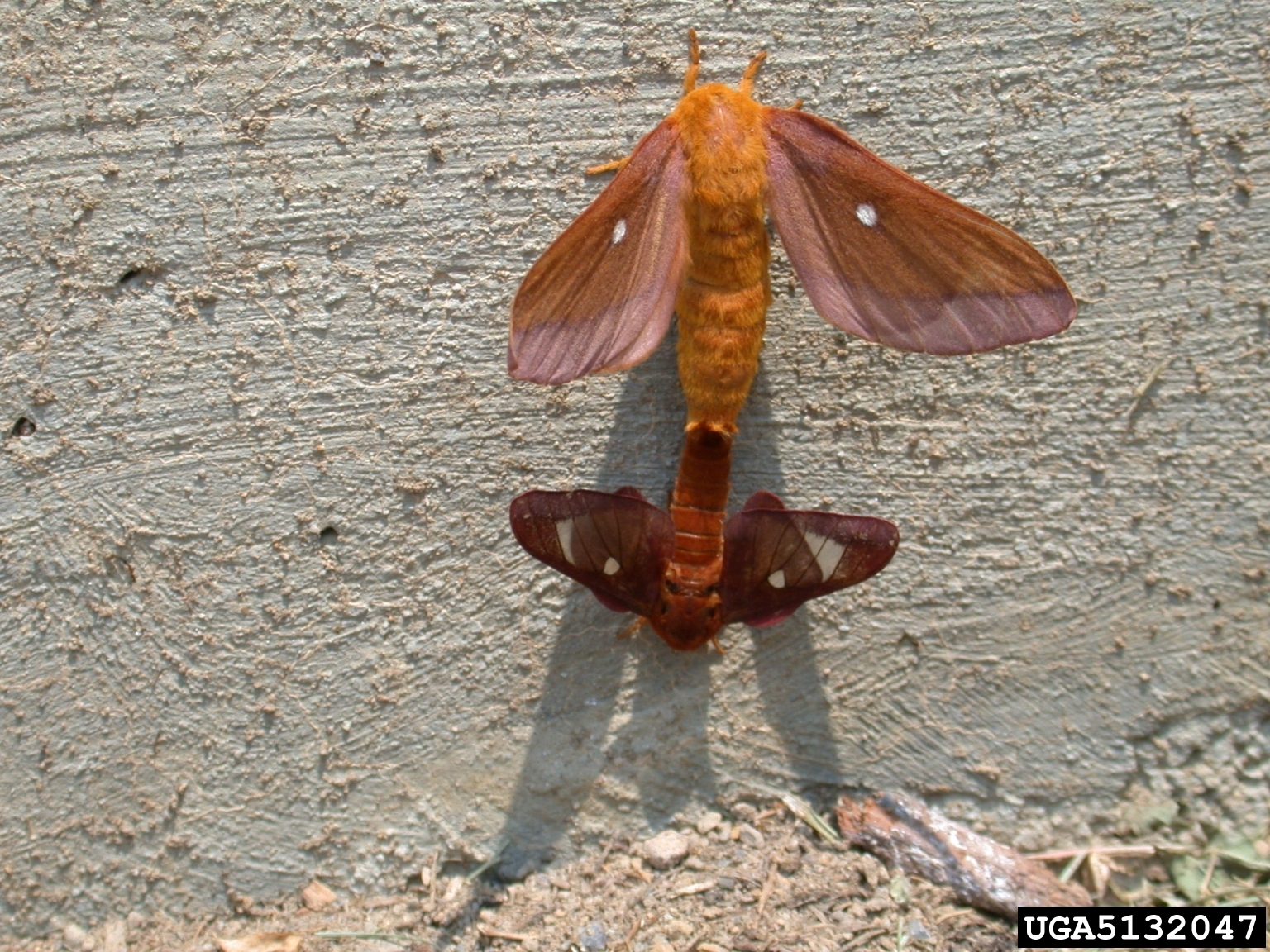
Anisota virginiensis mâle (en bas) et femelle (en haut) accouplés

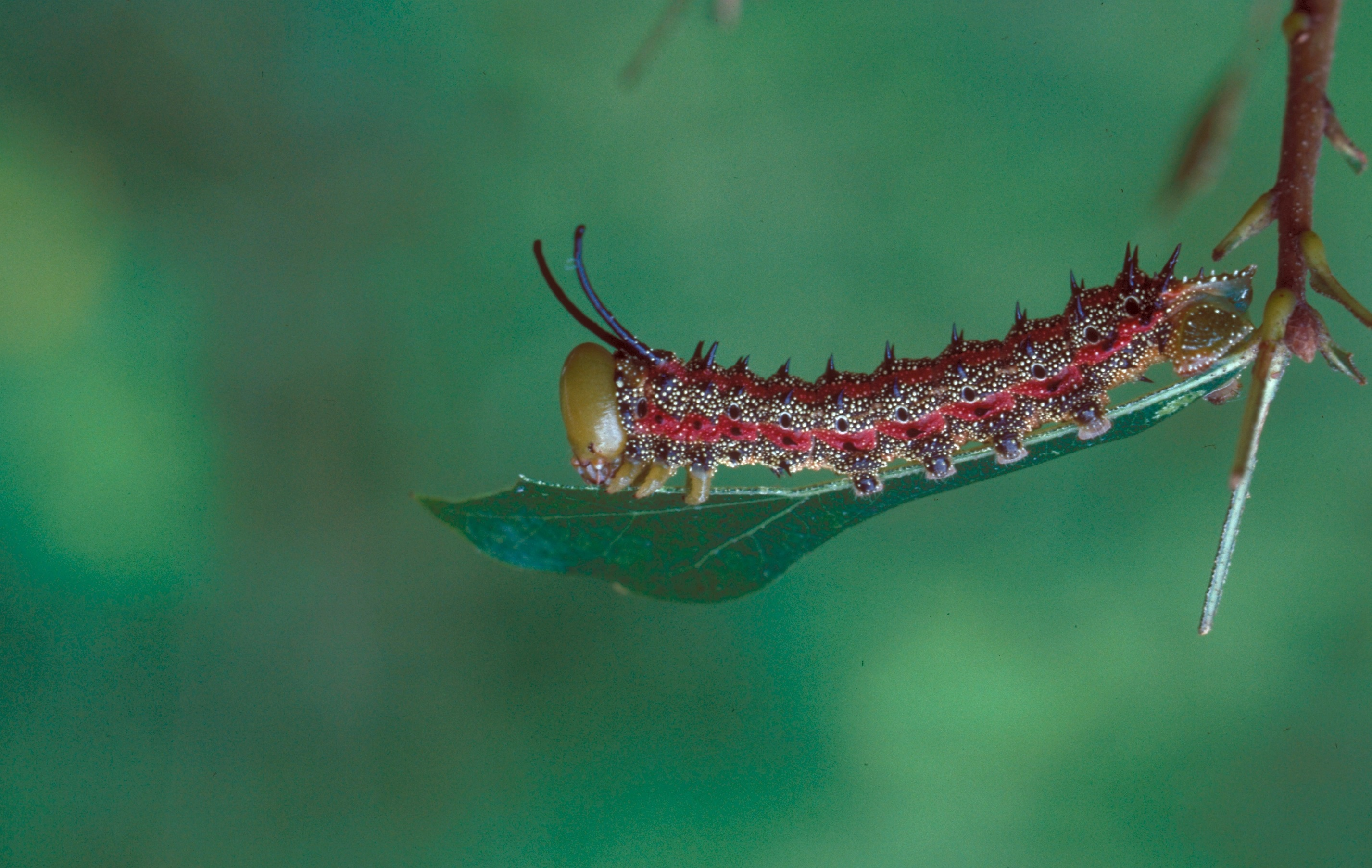
Chenille

Les ailes de la femelle sont rose violacé, mélangé avec de l'ocre-jaune, à écailles minces, et elles sont translucides. Les ailes du mâle sont brun violacé avec un grand espace transparent dans le milieu. Ce papillon a une envergure de 4,2 à 6,6 cm, la femelle étant plus grande que le mâle.
La chenille mesure à maturité environ 5 cm. Elle est rayée de bandes longitudinales de couleur gris-brun et rouge, agrémentées de points noirs et de petites taches blanches. Elle porte de courtes épines noires surtout présentes sur le dos et deux cornes noires d’environ 5 mm de long derrière la tête.

## Répartition et habitat
On le trouve au Canada depuis la Nouvelle-Écosse jusqu'au sud-est du Manitoba.
On le trouve dans les forêts de feuillus, les banlieues, et les rues des villes bordées d'arbres.

## Rôle écologique
Cette espèce est considérée comme nuisible à cause des dégâts qu'elle fait subir à la végétation en consommant tout le limbe des feuilles. En cas de prolifération, on peut répandre un spray à base d'arsenic pour la détruire.

## Synonymes
- Phalaena virginiensis Drury, 1773
- Phalaena pellucida Smith, 1797
- Anisota sinulis Riotte, 1970
- Anisota virginiensis pellucida (Smith, 1797) [6]
- Anisota virginiensis discolor Ferguson, 1971 [6]

## Galerie

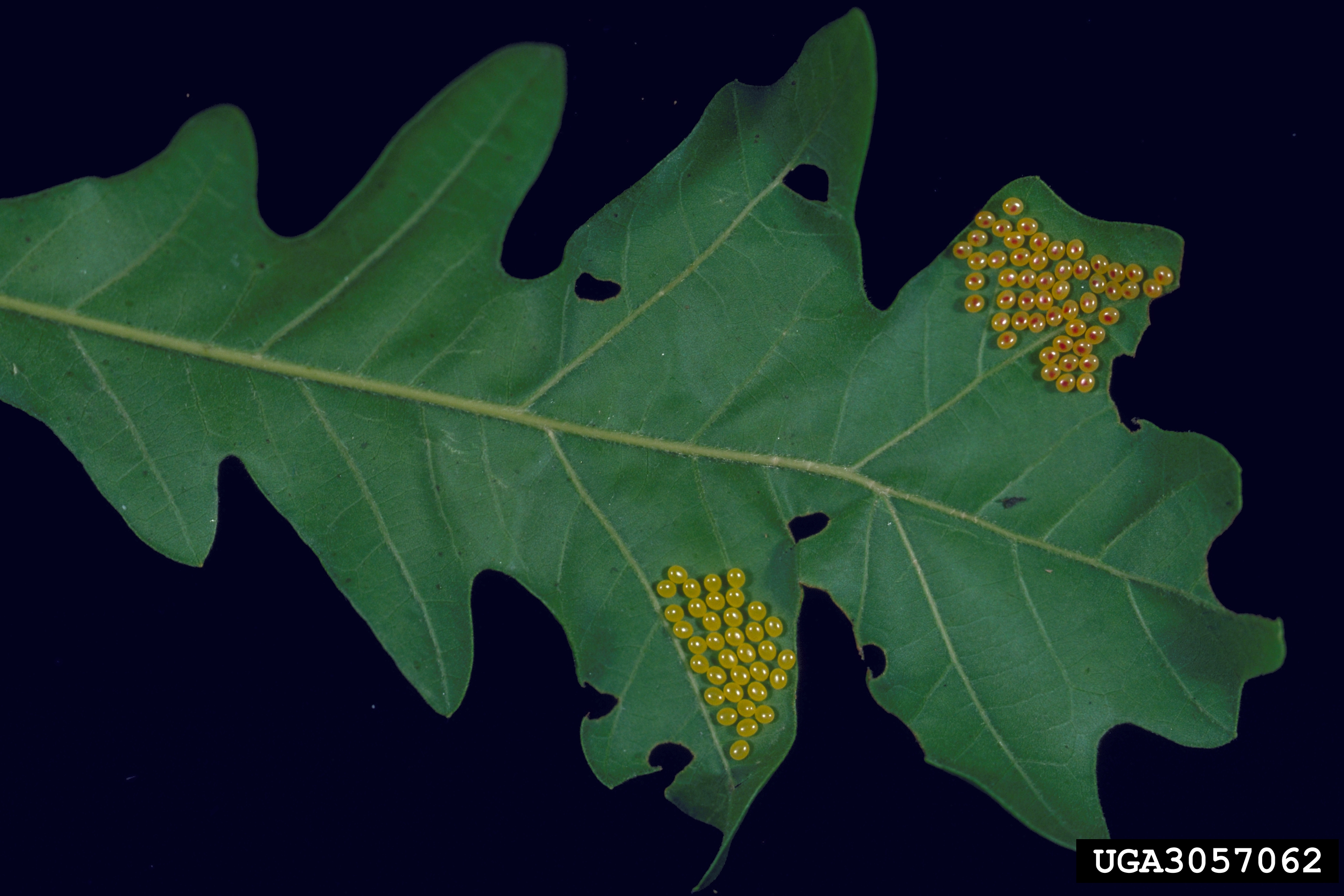
Œufs
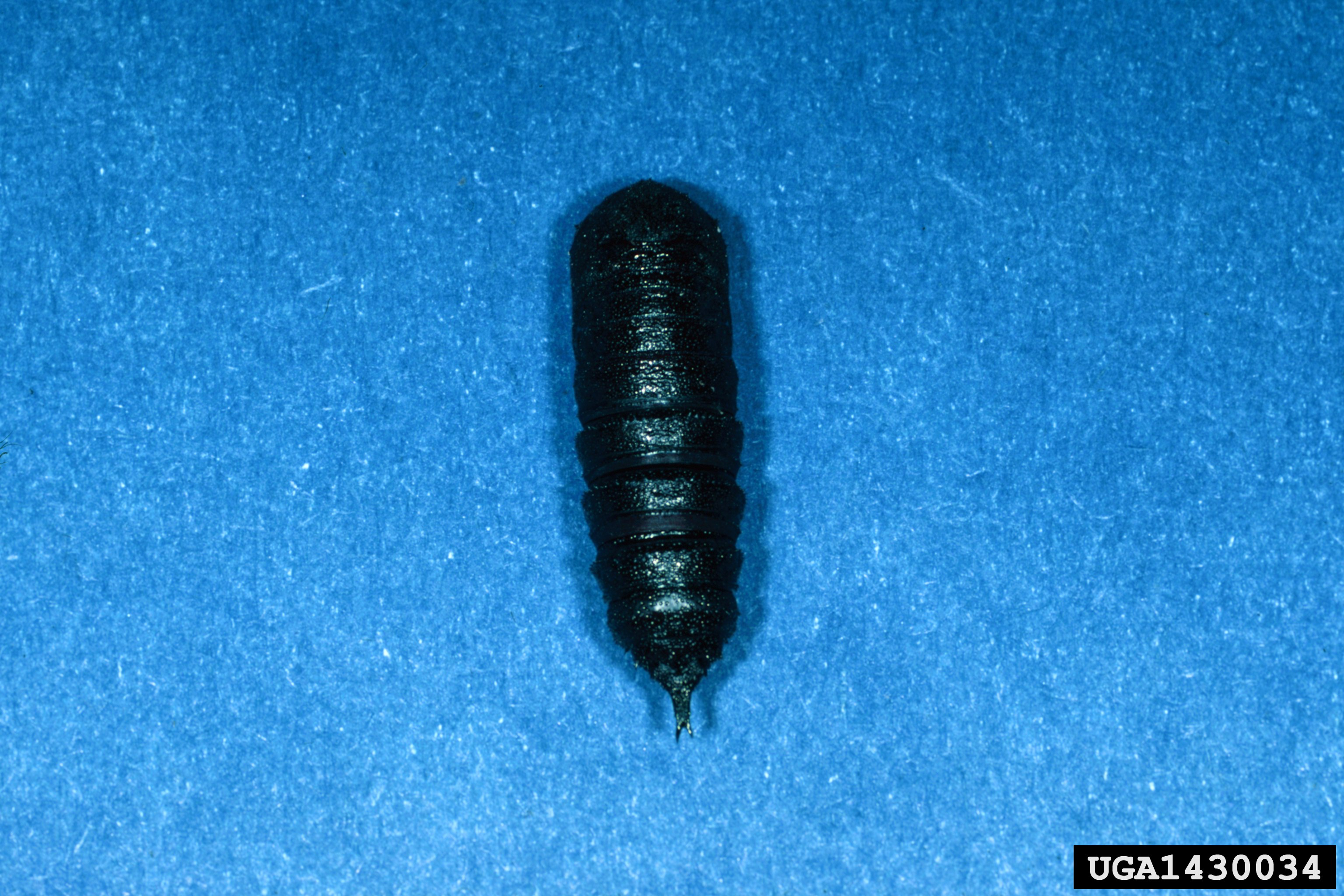
Pupe